# Anderson Dias
Anderson Dias (Salvador, 26 de outubro de 1993) é um cidadão brasileiro, mais conhecido por ser a primeira pessoa brasileira a visitar todos os estados soberanos do mundo, realizando o feito em 543 dias. Embora Anderson tenha tentado bater o recorde e entrar para o Guinness World Records, foi superado pela canadense Taylor Demonbreun, que realizou o feito em 554 dias, cumprindo todas as regras necessárias para reconhecimento como recordista mais rápida a visitar todos os países do mundo até o momento. Ainda assim, Anderson é reconhecido como sendo o primeiro brasileiro a visitar todos os estados reconhecidos pela ONU que se tem conhecimento.